# スーパーコロンバイン大虐殺RPG!
『スーパーコロンバイン大虐殺RPG!』（スーパーコロンバインだいぎゃくさつアールピージー、原題：Super Columbine Massacre RPG!）は、ダニー・ルドーンによる2005年に製作された同人ゲーム。RPGツクール2000製。1999年のコロンバイン高校銃乱射事件（英：Columbine High School massacre、コロンバイン高校虐殺事件）をモデルとし、プレーヤーは、同事件の犯人であるエリック・ハリスとディラン・クレボルドを操作して実際の事件に基づく物語を体験する。後半では地獄を舞台とする空想的な冒険が展開され、エピローグでは政治風刺が行われる。特に従来メディアによるセンセーショナルな報道などを批判している。本作はアート・ゲームにも分類される。
作者のルドーンは、自身がイジメを受けた経験やコロンバイン高校銃乱射事件に対する衝撃などから、早くから同事件を基にしたゲームの作成を構想していたが、製作スキルがなく着手できずにいた。2004年、プログラミングの専門知識がなくともゲームが作成できる製作ソフト『RPGツクール2000』を知ったルドーンは、これを用いて約6ヶ月で本作を作成した。ルドーンはインターネット上に無料で本作を公開したが、当初はほぼ知られていなかった。2006年にブライアン・クレセンテらによって広くメディアに取り上げられたことで知名度が急速に高まり、ダウンロード件数は数十万に達した。
本作は否定的な反応を受け、事件や人命を軽視していると批判された。批評家はコミカルな表現や地獄のプロットが、ゲームのメッセージ性を曖昧にしていると論じたが、一方では子供向けエンターテイメントという既存メディアに依らない媒体を用いた点を評価する向きもあった。本作は、テレビゲームと暴力事件の関係性の話題でも取り上げられるようになり、2006年のドーソン・カレッジ銃乱射事件では、本作を原因の1つとして挙げる意見もあった。本作は2006年のスラムダンス映画祭において「スラムゲート」と呼ばれる騒動を起こし、それまで子供向けと見られていたテレビゲームが持つ芸術性・メッセージ性について一石を投じた。

## ゲーム内容
『スーパーコロンバイン大虐殺RPG!』は1999年に起きたコロンバイン高校銃乱射事件を基にしたシングルプレイのRPGである。プレーヤーは事件の犯人であるティーンエイジャーのエリック・ハリスとディラン・クレボルドを操作し、コロラド州のコロンバイン高校に侵入して大量殺人を行う。ゲームはアスキーの『RPGツクール2000』で製作されたものであり、16ビット時代のテレビゲームを想起させる作風になっている。内容は暴力的であるが、ビジュアル面では生々しい暴力描写はない。
戦闘が始まると一人称の専用画面に切り替わる。敵は「プレッピー・ガール（お嬢様生徒）」「用務員」「数学教師」「ジョック系」などである。
戦闘はオートモードとマニュアルモードがあり、後者は自分で戦闘方法などを選択するモードである。
戦闘では「逃げる」コマンドを使うことができず、敵を殺して勝利するか、殺されて敗北するしかない。戦闘イベントやアイテムの発見などはテキストで説明がなされる。
基本的な内容は実際の事件の時間軸内で展開され、実際に内部で起こったと推測される出来事を中心に構成されている。一方で途中で何度かハリスとクレボルドが犯行の動機と思われる過去の出来事がフラッシュバックで展開される。
犯人たちのセリフは彼らの著作やホームビデオからそのまま引用されていることが多い。
基本の16ビット（256色）のグラフィック以外に、銃撃戦の写真やニュース報道からの音声データも使われており、また戦闘画面の背景にも実際の学校の写真が用いられている。

## プロット
1999年4月20日朝、エリック・ハリスが母親に起こされるところから物語は始まる。ハリスは友人のディラン・クレボルドを電話で呼び出し、自宅の地下室にて銃撃計画に先立つ、母校コロンバイン高校での爆弾テロについて話し合う。2人は高校時代に受けたイジメを思い出しながら、自分たちをイジメた者たちへの怒りを顕にする。その後、両親に謝罪するビデオメッセージを作成し、武器を持って家を出る。
学校に侵入した2人は監視カメラやホールモニターの目をかいくぐって時限式のプロパン爆弾を仕掛けていく。その後、敷地外の丘の上から様子を伺う中で、自分たちの疎外感や敵意について話し合うカットシーンに入る。時間になっても爆弾は爆発せず、失敗に気づいた2人は学校に侵入してできるかぎり多くの人々を殺すことを決意する。最終的な殺害人数はプレーヤー次第である。
学校中を探索しながら罪のない人々を射殺した後、2人は自殺する。2人の死体や慰め合う生徒たち、2人の幼少時の写真などがモンタージュで流れる。
その後、プレーヤーは地獄で目を覚ましたクレボルドを操作する。地獄ではテレビゲーム『DOOM』に登場する悪魔や怪物と戦い、やがてハリスと再会する。2人は大好きなテレビゲームの世界を体験できることに喜び合う。その後、「失われた魂の島」と呼ばれる場所にて、ピカチュウやバート・シンプソン、ロックマン、マリオといった既存のゲームキャラクターから、ロバート・オッペンハイマー、ジョンベネット・ラムジー、マルコム・X、ロナルド・レーガン、ジョン・レノンといった実在の著名人とも出会う。その後、2人はフリードリヒ・ニーチェに『この人を見よ』のコピーを渡しに行く。最後にサウスパークに登場するデザインのサタンと戦い、勝利すると彼から行為の祝福を受ける。
場面は現実世界に戻り、エピローグとして高校での記者会見の様子が描かれる。ここでは実際の会見でのセリフを基にした事件のあらましが展開されると共に、この事件に対する特定の政治勢力の反応を風刺する内容も展開される。具体的には、銃規制の必要性のほか、宗教原理主義やマリリン・マンソン、2人が熱中していたテレビゲームなどを事件の原因とするメディアの論調についてである。

## 開発

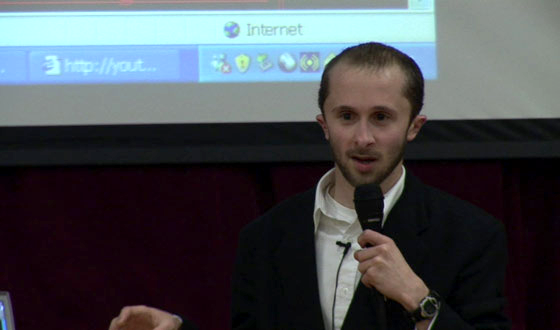
ダニー・ルドーンが制作したのは本作1本だけであったが、彼は意図せずテレビゲーム界のスポークスマンとなった。

本作は、当時は学生で、インディペンデント映画の制作者であったコロラド州アラモサのダニー・ルドーンによって制作された。コロンバイン高校銃乱射事件当時に高校生であったルドーンは、犯人たちに共感し、自分も彼らと同じく高校では「孤立」し、「社会不適合者」で、「いじめられっ子」であったと語っている。それによれば「自分はいじめの標的になりやすく、それは幼稚園の頃から始まった（中略）毎日いじめられ、数度のことでなく、何年も仲間はずれにされれば現実への認知も歪んでしまう（中略）こうした行為は他者に対する理解や認識を、ほとんど取り返しの付かない形で歪めてしまう」と述べている。
ルドーンは1999年に数ヶ月以内に起きた2つの出来事、スタンリー・キューブリック監督の死去と、コロンバイン高校銃乱射事件が自分の人生を変えたと考えている。
キューブリックの『時計じかけのオレンジ』を観た後、ルドーンは映画が文化を論評できることに気づいた。また銃乱射事件では「この少年たちについて詳しく知ると、少し怖かった。鏡を見ているようで自分は同じ運命を辿りたくはなかった」と、自分が犯人たちと同じ道を辿っていることに気付かされたという。
そこからルドーンは武道を習い、映画を勉強し、セラピストの診察を受けるようになった。
アラモサ高校を卒業する時には、評定平均値は4.0で、同級生たちからは「最も成功しそうな生徒」に選ばれるほどになっていた。エマーソン大学で映画を学んだ後は、コロラドに戻り、主に結婚式のビデオを編集する制作会社「Emberwild Productions」を設立した。
2004年11月、ルドーンは『RPGツクール』というゲーム製作アプリを発見した。
これは、日本のアスキーが製作・販売したソフトウェアであり、プログラミングといった専門知識がなくても、制作者が画像などを用意することで容易にRPGを作成することができるというものであった。
もともとルドーンは幼少時からテレビゲームを作りたいと考えていたが、技術知識がなかったために製作したことはなかった。
ルドーンは『RPGツクール』を用いてコロンバイン高校銃乱射事件を基にしたゲームの制作を企画した。彼はゲーム制作を通して事件の要因を探ると同時に、世間に流布された、犯人たちの動機や、テレビゲーム原因説といった神話に反論することを試みた。
ゲームの制作には、調査から企画、デザインやプログラミングで約6ヶ月、200から300時間掛かった。
ゲームで用いられた映像や写真はすべてインターネット上から手に入れた。
スプライトを基本とした表現は『ファイナルファンタジーVI』を参照した。また、音楽としてはレディオヘッドやニルヴァーナ、スマッシング・パンプキンズといった1990年代のグランジやオルタナティヴ・バンドのMIDIバージョンが用いられている。
また、犯人たちが大暴れする際に使用するイベントリにプレーヤーがアクセスできるようにするなど、細かい部分まで作り込んだ。
本作の制作にあたっては、ビデオや新聞記事、また、事件や犯人に関する郡当局が発表した11,000ページに及ぶ資料も熟読した。
ルドーンは事件に対する世間の反応から、ステレオタイプなRPGのお約束ごとまで、様々な題材を批判する要素をゲームに込めた。例えば戦闘での勝利画面に表示される「another victory for the Trenchcoat Mafia（トレンチコート・マフィアの勝利）」の文言は、これは当時のマスメディアが2人がその名前のギャングチームに所属していたという誤報に由来するものである。
後半では地獄のステージを用意し、テレビゲーム『DOOM』のキャラクターを登場させた。これについて「（犯人たちが）大好きであったゲームを永遠に再現できる形で、モンスターと戦うことは、それ自体にメッセージ性を込めたものだ」と説明している。
本作はルドーンが制作した唯一のゲームであり、今後別の作品を作るつもりはないと述べている。

## リリース
本作はコロンバイン高校銃乱射事件から6年目の2005年4月20日にインターネット上にダウンロードできる形で公開された。
当初ルドーンは想定される論争を避けるために名乗らずに公開を行ったが、むしろ、何か隠し事があるという印象を与えてしまったと後悔したという。また、ゲーム内の銃撃描写や、より広く事件についての意見交換を行う目的で設立した掲示板において、"Columbin" というハンドルネームで参加し、プレーヤーや批評家と定期的に交流した。
ルドーンの身元が割れたのは事件の犠牲者の一人であるレイチェル・スコットの友人ロジャー・コバックスによってであった。
彼はPayPalを通じてルドーンのウェブサイトに寄付したことで彼の身元を知り、名前や住所をネット上に公開した。これに対してルドーンはそれを認め、インタビューの依頼を受けた。この時のことについて「その時、私は背筋を伸ばし、自分の作品のために立ち上がらなければならないと決心した」と語っている。
本作はフリーソフトとして公開されたが、回線費用を賄うために1ドルの寄付が求められていた。
当初は、ほとんど知られておらず、最初の1年間でのダウンロード数は1万回ほどであった。
2006年4月に、ウェブサイト「Gamasutra」のPatrick Duganが、ゲーム開発者会議（Game Developers Conference）でホストと出会い、感銘を受けてジョージア工科大学のIan Bogost教授にメールを送った。Bogostがゲームについてブログで書いたところ、ゲームニュースサイト『Kotaku』や『Rocky Mountain News』が彼にインタビューを行い、AP通信や主要メディアもこの記事を取り上げた。
知名度の上昇に伴い、取材や論争も増え、ダウンロード数も増加した。
2006年5月前半にはダウンロード数が3万回を突破した。同年9月、ルドーンはダウンロード数の増大に対して回線費が賄えないとして自身のウェブサイトからの直接ダウンロードを停止し、代わりのダウンロードリンクを提供することを発表した。この時点で1日あたりのダウンロード数は8000回であったという。
2007年3月までに、本作は40万回以上ダウンロードがなされた。

## 評価

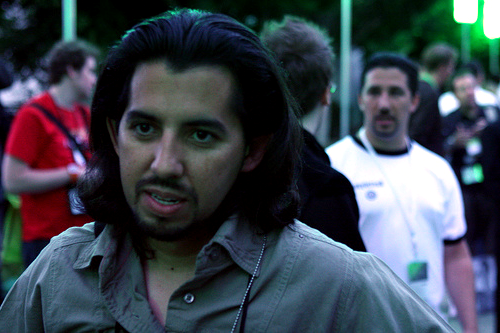
当時、ロッキー・マウンテン・ニュース誌編集者の1人だったブライアン・クレセンテは、本作『スーパーコロンバイン大虐殺RPG!』を広くメディアに取り上げ、知名度を上げることに貢献した。

本作に対する評価は、主要メディアや事件に直接的・間接的に関係していた人々からは否定的であった。
当初匿名であったルドーンの身元を暴いたコバックスは、「（事件で）亡くなった女性の一人は私の友人レイチェルだった。私たちは同じ教会のグループの仲間だった。このゲームでは誰でも何度でもレイチェルを殺すことができる」と述べている。
またある被害者の父親は報道陣に対し、「うんざりする。2人の殺人犯の行為と罪なき人たちの命を矮小化するものだ」と語っている。
一方で、事件の被害者の一人は、ゲームをプレイし、「私のような者が言うのは少し変に聞こえるかもしれないが、このようなものが作られたことに、私は少し感謝している」と消極的な支持を表明している。彼は、犯人を美化していると捉えられるところは問題視する一方で、この事件について話すきっかけになると考えているという。
マスコミは本作を大々的に非難した。CNNのベティー・グエンは、このゲームはテロリストを崇拝するサブカルチャーの一例だとレッテルを貼った。また新聞各紙は、「搾取的」や「怪物的」と呼んだ。
『PC World』は、本作を「史上最悪のゲーム10作」において2位に選んだ。
ルドーンの制作意図を支持する批評家の中でも、本作はやりにくいと評するものがあった。例えば、『Ars Technica』のBen Kucheraは、本作をやってみて「心が揺さぶられた」としながらも、誤解されやすいがゆえに、「このゲームから何かを得る可能性が高い人達は決して遊ばないだろう」と指摘している。
Crecenteは、コミカルなグラフィックによって本作のメッセージ性が曖昧になっていると指摘している。
こうした意見に対してルドーンは、当時の自分の考えを表現したものであるため直すことはないとしつつ、他の人たちがリメイクすることを推奨していた。
この作品を最も好意的に評価したのは、ルドーンの制作意図を認めた批評家たちであった。
『Wired』誌のライターであるクライヴ・トンプソンは、「（本作の）成果はルドーンが（犯人たちの）心象風景――　横柄な自尊心へ至る自己憐憫や盲目的な怒り、そして立ち返りを上手く描いたことにある」と、物語細部へのこだわりを高く評価した。
また、彼は、殺人について考える手段としてゲームの文法を用いたことにより、その参加者やゲーム文化への攻撃（ジャブ）ももたらしてしまったことも含めて、このゲームを捉えにくいもの（subtle）と呼んだ。
The Courier Mailに寄稿したPaul Syvretは、物議を醸したこのゲームを悪趣味だと感じる人達へのアドバイスとして「気楽になれよ（lighten up）」と述べている。
Bogostは、ゲームのレビューを「このゲームは楽しいものではないし、挑戦的で、プレイが難しい――　技術的に難しいのではなく、概念的に難しいのだ。そうしたものが我々にはもっと必要だ」と要約した。
エマーソン大学のDavid Kociemba教授も、Bogostの意見に賛同し、「『スーパーコロンバイン大虐殺RPG!』のような要求が厳しく、芸術的にも革新的なゲームが他にも作られていないことを論争にすべきだ」と述べている。
Duganは、悪趣味という一般的な批判に対し、自身のブログで次のような反論を書いた。
2006年9月に学生1人が亡くなり、19人が負傷したドーソン・カレッジ銃乱射事件が発生した。トロント・サン紙は犯人のキムビア・ギルが、ウェブサイト上でコロンバインの事件を模倣することを宣言していたと報じた。
このことはメディアに取り上げられ、大きく報道された。
本作との関連性も取り沙汰され、ドーソン・カレッジの被害者の1人はルドーンに「私は複数の銃弾を浴びた者です。このゲームは削除されるべきだと思います」と連絡をした。
事件の1週間後に、ルドーンは事件を受けてのインタビューを受け、銃乱射事件とゲームに対するメディアの新たな注目を浴びることとなった。
2007年にバージニア工科大学銃乱射事件が発生し、ライアン・ランボーンは犯人のチョ・スンヒを主人公とする、フラッシュ製の『V-Tech Rampage』というゲームを制作した。ランボーンは自身が高校時代にイジメを受けていたことを明かした上で「何かセンセーショナルなことでもしない限り、誰もあなたの話を聞かない。だからチョ・スンヒに同情する。彼はそうする必要があった」と述べ、スンヒへの共感を表明した。
ランボーンは、ゲームの公式サイトにて、寄付が1000ドルに達したらニューグラウンズでの公開を取りやめると表明した。また2000ドルに達すれば、公式サイトからも削除し、さらに1000ドルの寄付があればゲームを作ったことを謝罪するとの声明を掲載した。
『V-Tech Rampage』は、『スーパーコロンバイン大虐殺RPG!』と比較された。その後、ルドーンはランボーンのサイトにコメントを投稿し、ランボーンの声明は「人質メモ」に等しいと呼び、ブロガーに「バージニア工科大学銃乱射事件を題材としたゲームを製作するべきかどうかではなく、『V-Tech Rampage』の目的以上のものを作るにはどうすればいいか」を話題にして欲しいと求めた。
また、ルドーンはランボーンに同情する旨のメールを送ったが、冒涜的な言葉で返ってきたと明かし、2つのゲームは動機が異なり、内容を単純には比較できないと繰り返し述べた。

## スラムゲート騒動

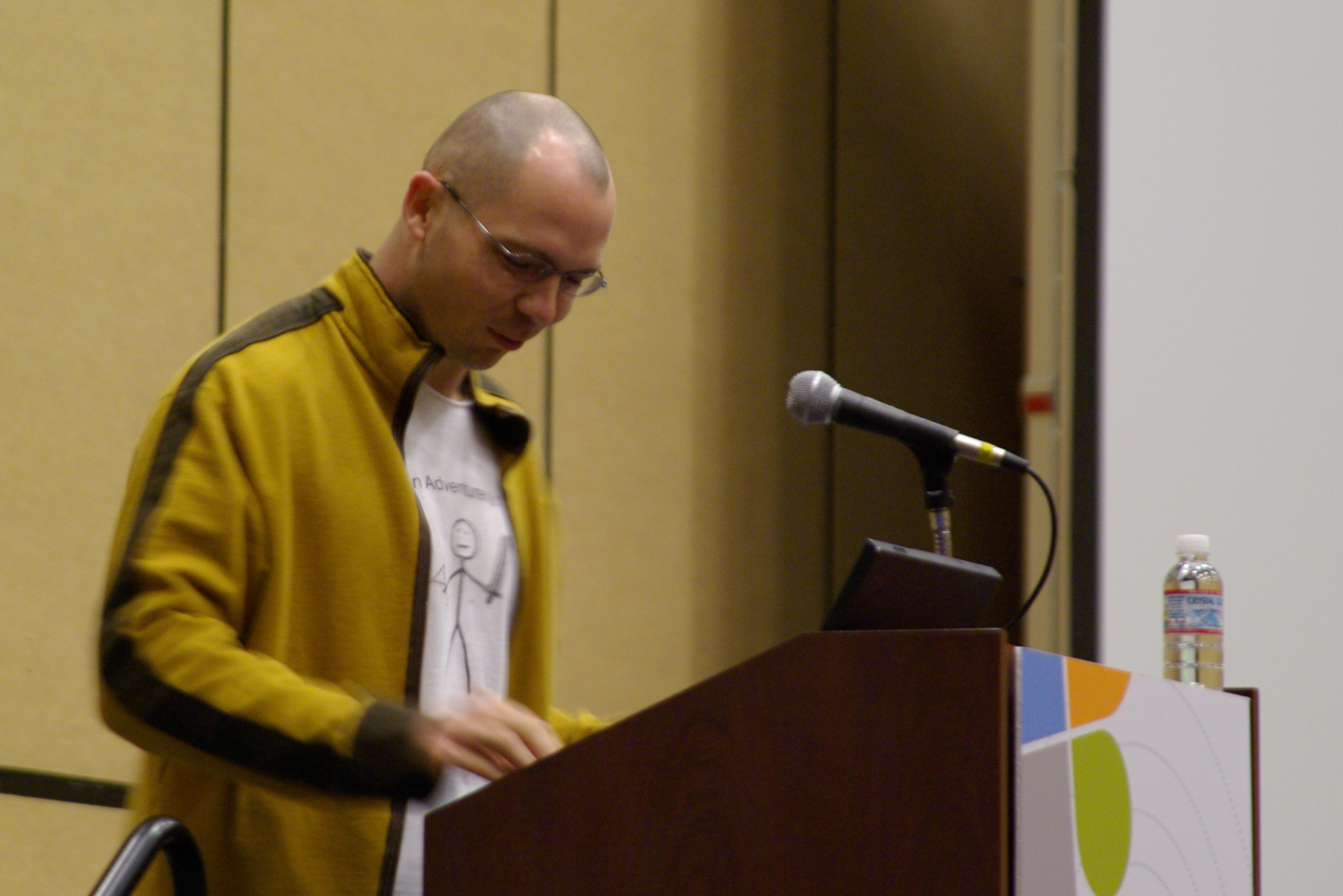
ジョナサン・ブロウのようなインディーズ系ゲーム開発者は、『スーパーコロンバイン大虐殺RPG!』がスラムダンス映画祭の選考から除外されたことを受けてゲームを擁護した。

2006年10月、スラムダンス映画祭のゲリラ・ゲームメーカー・コンペティションのディレクターであるサム・ロバーツは、このコンテストに『スーパーコロンバイン大虐殺RPG!』を出さないかとルドーンにメールで打診した。本作は12月の最終選考にまで残り、これを受けてルドーンは「あらゆる形の芸術は、（学校での銃乱射事件のような痛みを伴うテーマであっても）社会探求のための有効なツールになり得る」という証拠だと捉えた。
ところが、映画祭の主催者であるピーター・バクスターは本作を最終選考から除外したことを発表した。この理由についてスポンサーの撤退や訴訟リスク、「道徳的理由」などが取りざたされた。これに対してバクスターは、スポンサーの圧力を理由とする説を否定した上で「銃乱射事件はいまだに非常にデリケートなテーマであり、当然の処置だった。我々は（被害者とその家族の）感情に敏感でなければならない」と断言した。
また、その他にも匿名の当事者がゲーム自体を著作権侵害で訴える可能性も考慮された。
映画祭が審査員によって選ばれた作品をコンテストから除外するのは初めての出来事であった。
この事件はゲームマスコミによって「スラムゲート（Slamgate）」と呼ばれた。
この主催者の発表に対してUSC Interactive Media Divisionは、映画祭への協賛を取りやめた。
また、最終選考に選ばれた14本のゲームの内、7本が抗議のため、開発者によってコンテストを辞退した（うち1本は権利者によって復帰した）。
辞退した作品の1つ『Braid』の制作者ジョナサン・ブロウは次のように述べている。
ブロウや他の開発者たちも、映画祭に公開書簡を送り、映画祭の「先駆的な」取り組みに叶うものとしてコンテストへの復帰を求めた。
しかし、バクスターはあくまで事件の被害者とその家族への配慮を理由に除外決定の取りやめを拒否した。これを受けてルドーンは、他の最終選考者たちに映画祭に行ってゲームを配布するつもりだと話した。
ロバーツは6人の辞退者が出たことでコンペティションの開催自体が危うくなったとし、参加者にこの部門の賞の受賞者を出すか確認した。結果、多数決で受賞者は出さないことが決まった。
映画『そこにいなかった神』の監督であるブライアン・フレミングは、映画祭外でルドーンによる『スーパーコロンバイン大虐殺RPG!』のデモを観て、映画祭の審査員仲間2名に説得を試みた。これを受けて正式な賞ではないが、最優秀ドキュメンタリー賞の「審査員特別賞」が授与されることが決まった。
審査員たちはこの特別賞を最優秀ドキュメンタリー賞の授与と並行して行う予定でいた。ところが、授賞式の直前にバクスターが「音楽の権利許可の問題」で授与できないとフレミングに伝えた。ルドーンによればフレミングは授賞式を行う意思を見せていたが、最後にはバクスターの要求に屈したという。結局、授賞式は行われなかった。
ルドーンは本作の公開後、自身の体験を基にしたドキュメンタリー映画『Playing Columbine』を制作した。この作品ではゲームをめぐる論争を利用して芸術表現の媒体としてのテレビゲームが直面している大きな問題を扱っている。
2008年11月7日にカリフォルニア州ロサンゼルスで開催されたAFIフェストにて初公開された。
本作が物議を醸した結果、ルドーンは意図せずゲーム業界のスポークスマンとなり、討論やフォーラムにおいて、ゲームメディアへの反対勢力と対峙することとなった。スラムゲート騒動は、テレビゲームが未だに子供向けメディアという固定観念を払拭できていないことの表れだとして、ルドーンらによって批判された。
ガーディアン紙のキース・スチュアートは、『スーパーコロンバイン大虐殺RPG!』は下品で混乱を招いたにもかかわらず、「テレビゲームには『敵を撃ったり、体力を回復する』以上のものがあるという理解が広まりつつあることを象徴している」と書いている。
著述家のアンドレアス・ヤーン＝スドマンとラルフ・ストックマンは、本作や「ホットコーヒー問題」が起きた『グランド・セフト・オート・サンアンドレアス』のような世間に物議を醸すテレビゲームは、ゲーマーと古い世代の間に存在する社会的政治的緊張の証拠であると推測している。
本作や、同種のゲームは、ゲームをアート作品とみなすかどうかの論争においてその中心であり続けている。
Gamasutraは、本作とスラムゲート騒動の2つが、非常にポジティブな効果を、広範囲にもたらしたと評価している。第一に、紙媒体のゲームジャーナリズムがこの問題に焦点を当てざるを得なくなったこと、第二に、「たとえそれが多くのアメリカ人を不快にさせるものであったとしても、ゲームは他のメディアと同じく意義深く重要なものでありえることを周知し（中略）勝つことは負けることでもあるが、遊ぶことは点数化のできない充実感も経験できる」と指摘している。